# بايرون كيلهير
بايرون كيلهير (بالإنجليزية: Byron Kelleher)‏ هو لاعب اتحاد الرغبي نيوزيلندي، ولد في 3 ديسمبر 1976 في دنيدن في نيوزيلندا.

## وصلات خارجية
- بايرون كيلهير عل موقع إسبنسكروم (الإنجليزية)
- بايرون كيلهير على موقع ItsRugby.co.uk (الإنجليزية)